# 分泌片

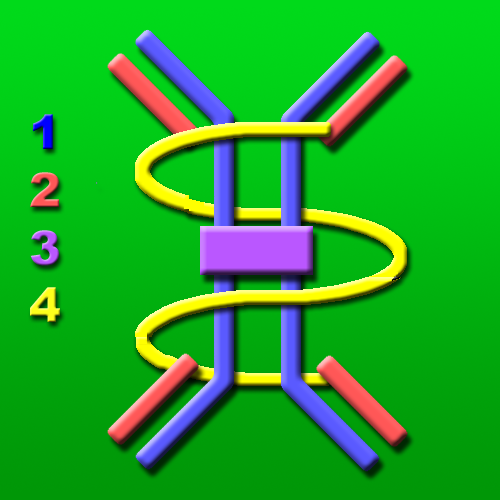
一个二聚的sIgA分子。
1: H链
2: L链
3: J链
4: 分泌片

分泌片（Secretory component）是分泌型免疫球蛋白A（sIgA）的一个组成部分，由粘膜上皮细胞合成，其作用为保护sIgA的铰链区免受蛋白水解酶降解。 